# Lysylhydroxylase
Lysylhydroxylases zijn enzymen die lysine hydroxyleren. De meest bekende lysylhydroxylases zijn de procollageen lysylhydroxylases (LH). Er zijn drie varianten bekend (LH1, LH2 en LH3) die door drie verschillende genen gecodeerd zijn, namelijk PLOD1, PLOD2 en PLOD3.
Mutaties in het PLOD2-gen worden wel in verband gebracht met het syndroom van Bruck. 
Een tekort aan de cofactor van lysylhydroxylases, vitamine C leidt tot scheurbuik.